# 陸山会事件

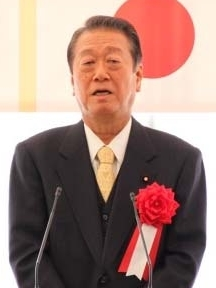
小沢一郎

陸山会事件（りくざんかいじけん）とは、小沢一郎の資金管理団体「陸山会」を巡る事件。

## 概説
小沢一郎の資金管理団体「陸山会」について、週刊誌が蓄財疑惑を報じた。それに対して小沢が名誉毀損で損害賠償訴訟を起こし、民事訴訟となった。
この民事訴訟では小沢一郎は敗訴した。
2009年に市民団体から東京都世田谷区の土地購入に関する政治資金規正法違反で告発されたため、2010年に東京地検特捜部によって秘書3人が起訴され、また、2011年に検察審査会の起訴議決によって小沢自身も起訴された。
この刑事訴訟では小沢一郎は無罪、小沢の元秘書3人は政治資金規正法違反(虚偽記載)で有罪となった。いずれも執行猶予付きの禁錮刑。
右の最高裁判所判例については、#検察審査会問題の項目を参照。

## 事件

### 民事訴訟
週刊現代が2006年6月3日号において「小沢一郎の“隠し資産6億円超”を暴く」と記事名で、小沢一郎の政治資金管理団体「陸山会」が所有していると報告された不動産は登記簿上の所有者は小沢となっており、個人資産との区別が不明確であると批判する記事を載せた。指摘されたのは東京都内8戸（都内の千代田区麹町、港区赤坂、青山などの都心の一等地）と盛岡市、仙台市の各1戸で計10戸の一等地の不動産であり、1994年11月から2003年3月に購入され、購入価格は6億1000万円に上った。 
小沢及び民主党は、週刊現代の記事により名誉を傷つけられたとして、発行元の講談社と編集者らを相手に6000万円の損害賠償などを求める訴訟を起こした。小沢は登記簿上の所有者は自分自身となっていることについて「私個人としては何の権利も持っていない」、自身の名義になっている理由に関しては「権利能力なき社団である政治団体での不動産登記は認められておらず、登記は個人名で行われるべきことになっている」と主張した。
2008年6月4日、東京高等裁判所は「記事は、マンションが小沢の個人資産と言われても仕方ないとの意見を表明したにすぎない。意見の前提となる事実の重要部分は真実で、論評としての域を逸脱しておらず、違法とはいえない」「（運営の仕方などについて）第三者が知る機会は保証されておらず、権利能力のない社団としての実態を有するかどうかは不明である」ことから、「各マンションが陸山会のものであると断定することはできない」として小沢側の主張を退けた。小沢側が上告しなかったことから、小沢の敗訴が確定した。

### 刑事訴訟
2009年11月、市民団体は、陸山会が東京都世田谷の土地を2004年に購入した際に、小沢の秘書3人が政治収支報告書に虚偽記載したとして、政治資金規正法違反容疑で告発した。
東京地検特捜部は2010年1月、政治資金規正法違反容疑で小沢の元秘書の石川知裕衆議院議員や小沢の公設第一秘書である大久保隆規と小沢の秘書1人を逮捕。
2010年1月21日、ある市民団体が、陸山会の土地の購入原資4億円を政治資金収支報告書に記載しなかったとして、小沢と秘書らを政治資金規正法違反(虚偽記載)で告発した。
2月に秘書3人が起訴され、起訴状では20億円を超す虚偽記載であり、政治資金規正法の虚偽記載罪では過去最大の金額となった。一方で、小沢は嫌疑不十分で不起訴処分となった。
小沢を告発した市民団体は、この不起訴について検察審査会に審査の申し立てを行った。2010年4月に東京第五検察審査会は2004年と2005年の土地購入経緯について小沢を起訴相当と議決したが、2010年5月に東京地検特捜部は再び不起訴とした。2010年10月に東京第五検察審査会は第2段階の審査を行い、小沢を起訴すべき旨の議決(起訴議決)をした。
また、2010年7月に東京第一検察審査会は2007年分の政治資金収支報告書の虚偽記載について小沢を不起訴不当と議決したが、9月に東京地検特捜部は再び不起訴とした。2度目の不起訴のあと、第2段階の審査(再審査・2度目の審査)が行われるのは第1段階で起訴相当と議決していたときのみなので、2007年の分の小沢については第2段階の審査はなく、不起訴が確定した。
2011年1月、2010年10月の起訴議決に基づいて指定弁護士は小沢を2004年と2005年の土地購入経緯について強制起訴した。以下、元秘書ら3人の裁判と小沢一郎の裁判のふたつが行われていくことになる。
2011年2月4日、ある市民団体は、2009年7月に小沢一郎と関係の深い政治団体が政党支部を介し3億7千万円を小沢元代表の資金管理団体に寄付したのは、政治資金規正法が定めた寄付制限に反すると告発。
2011年2月22日、民主党は、小沢の党員資格を裁判の判決確定まで停止する処分を決定した。3月1日に小沢は「通常の起訴とは異なる」などとして民主党常任幹事会に異議を申し立てたが、却下され党員資格停止処分は継続された。党員資格停止は2012年5月10日まで続いた。
2011年6月30日、東京地裁は、検察から提出された捜査段階の供述調書などについて取り調べの問題から証拠能力がないと判断し元秘書ら3人の裁判で証拠採用しないと決めた。石川知裕被告と池田光智被告が政治資金規正法違反(虚偽記載)を認めた調書や、虚偽記載について大久保隆規被告と小沢氏に報告し了承を得ていたとする調書も含まれている。上述の検察審査会の審査ではこれらの供述調書の内容を根拠に小沢氏に対し起訴相当との議決をしていた。
2011年9月26日に東京地方裁判所（登石郁朗裁判長）は、小沢一郎の秘書3人について、一括審理していたいくつかの件について有罪判決を言い渡した。大久保の2007年の7000万円の架空記載の事案の、私設秘書との共謀については無罪としたものの、それ以外については銀行口座記録と政治収支報告書の不一致から21億7000万円の虚偽記載を全て認定した。また、大久保は2007年の7000万円の架空記載以外の事案で会計責任者として、相手業者に不動産登記を遅らせるように交渉していた事実など、一連の不動産取引に深く関わっていたことから、秘書2人との共謀を認定した。
この裁判では西松建設事件としてまとめられているもののうち、陸山会などが西松建設から違法な献金を受けたとされる規正法違反事件も審理されていて、その判決も出された。3人は控訴した。
判決理由で複雑な政治資金移動の虚偽記載の動機として、土地購入の4億円の原資を隠蔽する意図があったことと小沢事務所が公共工事の談合を主導する目的と水谷建設からの闇献金が認定された。一方で、3人の秘書が小沢事務所に入る前から小沢事務所と企業との癒着関係が存在したことを有利に勘定し、3人に執行猶予付き判決を言い渡した。
2011年10月、小沢の初公判がある。
2012年4月26日に東京地裁（大善文男裁判長）は小沢一郎について、「秘書に任せていた」などの供述は信用できないが秘書との共謀が立証されていないとして無罪判決を下した。指定弁護士(強制起訴で検察官の職務を行う弁護士)は控訴した。また、民主党は小沢一郎の党員資格停止処分を解除した。
2012年11月12日、東京高裁は小沢についての控訴審で、2012年4月の一審の判決を支持し、控訴を棄却した。被告人と指定弁護士(検察官役)の双方は上訴権を放棄し(上告せず)、小沢の無罪判決が確定した。
2013年3月、東京高裁は元秘書ら3人についての控訴審で、2011年9月の一審の判決を支持し、控訴を棄却した。大久保隆規被告と池田光智被告は上告せず、検察も上告しなかったため、上告期限を過ぎた28日午前0時、大久保は禁錮3年執行猶予5年で、池田は禁錮1年執行猶予3年で、有罪が確定した。また、石川は上告した。
2014年9月30日に最高裁判所は石川の上告を棄却し、石川は禁錮2年執行猶予3年で有罪が確定した。

#### 訴追された事案一覧
この事件で訴追された事案は以下の通り。
| 事案                                                                      | 大久保隆規 | 石川知裕 | 秘書     | 小沢一郎   |
| ------------------------------------------------------------------------- | ---------- | -------- | -------- | ---------- |
| 2004年10月 - 陸山会の小沢一郎から4億円の借入金を不記載                    | 有罪確定   | 有罪確定 | 関与なし | 無罪確定   |
| 2004年10月 - 水谷建設から小沢一郎事務所への闇献金                         | 認定確定   | 認定確定 | 関与なし | 立証せず   |
| 2004年10月 - 陸山会の小沢一郎政策研究会から1億4500万円の寄付を不記載      | 有罪確定   | 有罪確定 | 関与なし | 告訴対象外 |
| 2004年10月 - 陸山会の土地取得経費3億5200万円を不記載                      | 有罪確定   | 有罪確定 | 関与なし | 無罪確定   |
| 2005年1月 - 陸山会の小沢一郎東京後援会などから3億円の寄付を架空記載       | 有罪確定   | 関与なし | 有罪確定 | 告訴対象外 |
| 2005年1月 - 陸山会の土地購入代金など3億5200万円を架空記載                 | 有罪確定   | 関与なし | 有罪確定 | 無罪確定   |
| 2005年4月 - 水谷建設から小沢一郎事務所への闇献金                          | 認定確定   | 認定確定 | 関与なし | 立証せず   |
| 2007年 - 陸山会の民主党岩手県第4区総支部などから1億5000万円の寄付を不記載 | 有罪確定   | 関与なし | 有罪確定 | 告訴対象外 |
| 2007年 - 陸山会の民主党岩手県第4区総支部などから7000万円の寄付を架空記載  | 無罪確定   | 関与なし | 有罪確定 | 告訴対象外 |
| 2007年5月頃 - 陸山会の小沢一郎から4億円の借入金の返済を不記載             | 有罪確定   | 関与なし | 有罪確定 | 不起訴     |

## 議論

### 不動産購入問題
- 2007年1月時点で、現職国会議員の資金管理団体が不動産を取得しているケースは小沢以外に4件存在した[22]。ただし、他の4件はいずれも建物を少数購入しているもので、都心の土地を大量に購入している小沢一郎の資金管理団体とはその点が異なる。

| 氏名     | 所属       | 詳細 |
| -------- | ---------- | --- |
| 江田憲司 | みんなの党 | 横浜市の105平方メートルの建物（840万円）を取得                                                                     |
| 遠藤利明 | 自民党     | 山形県上山市に99平方メートルの建物（30万円）を取得（寄付によるもの）。                                             |
| 町村信孝 | 自民党     | 北海道江別市に153平方メートルの建物（1000万円）で購入。                                                            |
| 杉浦正健 | 自民党     | 愛知県岡崎市に215平方メートルの建物（1191万円）、愛知県西尾市に198平方メートルの建物（535万円)、計1726万円を取得。 |

- 2007年10月、「陸山会」は政治資金で購入したマンションの部屋をコンサルタント会社と財団法人に事務所として貸し、2002年から2006年の間に賃料計980万円を得ていることについて、政治資金の投機的運用を禁じる政治資金規正法に抵触するのではないかという報道がなされた。
- 小沢は違法性について強く否定する一方、不動産の売却を進めていく考えを表明した。
- 2007年に政治資金規正法が改正され、資金管理団体が新たに不動産を所有することが禁じられた。

### 検察の捜査における問題点
リーク問題
鈴木宗男衆議院議員は2010年1月12日、自らのブログに、石川に「あなたの方で情報提供しているのか。サービスしているのか」と聞き、石川が「そんなことはしていません。ただ検事に供述した話が、そのまま新聞の『 』（カギ括弧）で使われています。検察がリーク（漏洩）したとしか思えません。ひどい話です」と答えたと書いている。その上で、鈴木は、『新聞では「関係者」となっている。その関係者は、石川代議士か検察官のどちらかである。石川代議士は明確に否定している。だとするなら、もう一方の当事者である検察に行き着くことになる』とし、『私自身の8年前のメディアバッシングを想い出しながら、権力側のリーク、世論誘導、国策捜査は、私の時でやめてもらいたい、私で最後にしてほしいとつくづく思う』と検察及びマスコミを批判した。1月15日に東京地検特捜部が石川を逮捕したことについては、「証拠隠滅の恐れもないのになぜ身柄をとる必要があるのか。異常としか言えない」「このまま民主党政権が続けば自分たちがどうなるかわからないから暴走したのだろう。鳩山政権つぶしだと受け止めている」と検察の行為を批判した。
石川議員女性秘書取調べ問題
週刊朝日は2010年2月12日号で「子ども“人質”に女性秘書『恫喝』10時間」という記事が掲載された。それによると、1月26日に東京地検特捜部検事・民野健治が石川の女性秘書を事情聴取に呼び出したが、10時間もの取調べに及んだことや幼い子供と連絡を取れないまま、圧迫質問を受け続けて難聴になったという内容になっている。女性秘書には、3歳と5歳の子どもがおり、取り調べ途中、保育園へ二人を迎えに行く時間が迫っているため、「必ず戻ってくるから、子どもを迎えに行かせてほしい」「せめて電話だけでもかけさせてほしい」と懇願したが聞き入れられず、この時、検事は「何言っちゃってんの？そんなに人生、甘くないでしょ？」と発言したという。また、どこからか入手して来た彼女の子どもの写真をパソコンで見せて、「母親が逮捕されたら子どもたちはどう思うか」と恫喝したという。
東京地検は事実無根として同誌の山口一臣編集長あてに抗議文を送ったことを明らかにした。検察当局が捜査関連記事で出版元に抗議するのは異例である。
元秘書3人の供述調書
2010年1月に大久保は供述調書を5通とられた。しかし、その作成者は同年9月に大阪地検特捜部主任検事証拠改ざん事件で証拠改ざん罪で逮捕された前田恒彦であり、検察事務官を立ち合わせないまま、供述調書が作成されていたことが判明した。検察は供述調書5通の証拠申請を撤回した。
さらに、2011年6月30日付に元秘書2人への捜査段階の取り調べが「威迫ともいうべき心理的圧迫や小沢氏の不起訴という利益誘導があった」と認定され、検察側が証拠請求した38通の捜査段階の元秘書2人の供述調書の内12通の任意性が否定されて一部不採用が決定した。任意性が否定された調書には政治資金収支報告書の虚偽記載について大久保や小沢に報告して了承を得たとする調書も含まれていた。
一方で小沢一郎公判の指定弁護士は大久保ら元秘書3人の捜査段階の供述調書の証拠申請していたが、供述調書の大部分の任意性が否定されて一部不採用が決定した。
虚偽捜査報告書問題
石川は再聴取の際に持ち込んだICレコーダーで録音をしていたが、その際に実際にはなかったやり取りが捜査報告書に記載されていた。更に、起訴相当議決を行った東京第5検察審査会へ提出された捜査報告書では、田代政弘が作成した報告書を評価した特捜部副部長が作成した報告書について当時の東京地検特捜部長・佐久間達哉が記載部分にアンダーラインを引いたり、供述内容を書き加えたりされていたことが報道された。
この捜査報告書が小沢の起訴議決にもつながったとされ、弁護側は強制起訴の無効を主張したが、東京地方裁判所は2012年4月26日の小沢への判決で「検察審査会に提出された証拠は裁判所の中で証拠能力を否定すれば」強制起訴自体は有効とした。しかし、この判決の中で、「検察官が、公判において証人となる可能性の高い重要な人物に対し、任意性に疑いのある方法で取り調べて供述調書を作成し、その取調状況について事実に反する内容の捜査報告書を作成した上で、これらを検察審査会に送付するなどということは、あってはならないことである」「本件の審理経過等に照らせば、本件においては事実に反する内容の捜査報告書が作成された理由経緯等の詳細や原因の究明等については、検察庁等において、十分調査等の上で対応がなされることが相当であるというべきである」と、検察を厳しく批判した。
田代は「健全な法治国家のために声をあげる市民の会」から虚偽有印公文書作成・行使と偽証の容疑で2012年1月12日に告発された。さらに同会は、2012年6月27日に陸山会事件の捜査に関わった佐久間、木村匡良、大鶴基成、齋藤隆博、吉田正喜、堺徹の各検事を検察審査会に対する偽計業務妨害や虚偽有印公文書作成・行使、犯人隠避などで告発した。
最高検察庁は2012年5月までに「記憶が混同した」と繰り返す田代の証言を全面採用、また当時の上司らも「虚偽とは知らなかった」と説明したことを理由に、不起訴とする方針を採用したが、4月26日の判決での裁判所からの厳しい検察批判や、市民団体による連続した告発、さらに後述する報告書のネット流出問題などで処分はずれ込んだ。この再聴取に関しては、田代検事が「石川議員の捜査段階の供述を維持させるよう一部幹部から指示された」と述べていたことが報道されている。
2012年5月2日夜よりネット上に供述録とされるもの、及び調書とされるものの2文書が投稿され、告発団体代表のもとにメールで通知が送られたことで発覚した。
この虚偽捜査報告書について、流出で事実を知った当時の法務大臣・小川敏夫が、検察が田代個人の記憶違いとして幕引きを図っているのはおかしいとして、再調査指示の指揮権発動を当時の内閣総理大臣・野田佳彦に相談したが認められなかった。小川はインタビューで、この件が理由に解任された旨をほのめかしている。
2012年6月27日、田代に嫌疑不十分の不起訴処分とした上で減給処分、他の検察幹部に嫌疑なしの不起訴処分とした上で戒告処分が出た。田代は同日に辞職した。さらに監督責任を問われた当時の東京地方検察庁検事正・岩村修二検事が厳重注意処分を、当時の東京地方検察庁特捜部長の佐久間が、戒告の懲戒処分を受けるなどした。
上記のように、検察の調査はあくまで『田代検事個人の記憶違いによる過失』としているが、産経は、司法修習生時代に親しい仲だった男性弁護士の弁として「今回の問題は、上から言われたことをきちっとやったことで起きたのだろう」と田代の人柄から『検察の組織的犯行』を匂わす記事を載せている。
市民団体は、この不起訴処分を受けて、7月2日に検事総長・笠間治雄以下6名の最高検・東京高検・東京地検幹部を犯人隠避で刑事告発、さらに、不起訴処分とともに記者に配布された最高検調査報告書そのものが犯人隠避に当たるとしてさらなる追加告発と検察審査会に申し立てを明言した。
2013年4月19日に東京第一検察審査会は田代元検事の不起訴不当を、元上司について不起訴相当をそれぞれ議決し、4月22日に発表された。検察は田代元検事に対して再度捜査を行ったが、7月31日に不起訴処分とした。

### 与党議員の行動
小沢に近い与党国会議員らが検察批判をしたが、一部議員の行動について議論が起こった。
石川議員釈放要求の動き
石川議員が逮捕された後で、石川議員と同期の民主党衆院当選2回の議員13人によって石川知裕代議士の逮捕を考える会が結成された。
会については石川議員の逮捕及び刑事訴追について批判的見地から研究がされるなど、不逮捕特権に基づいて石川議員を釈放させる動きがあるとされた。これについては証拠に基づく捜査に対する政治的プレッシャーをかけるようなやり方が批判をされた。また現職の政務官が参加していることも問題視された。
一方、階猛総務政務官は、26日の参院予算委員会において、「議員には不逮捕特権がある。一国会議員として考えるべき問題だ。当然の責務だ」と正当化する発言をし、政府の人間としてではなく一国会議員としての行動であり、国会議員には憲法50条で不逮捕特権が認められていることを根拠に、会の活動の中止や謝罪の表明は拒否した。
1月18日から召集される第174回国会で憲法第50条に基づいて現行憲法初の釈放要求決議が採決される可能性が報じられたが、会としてはメンバーが統一見解を持たなかったため石川議員を釈放や不訴追とする動きが本格化しないまま、起訴後の2月5日に石川議員は保釈された。
与党議員による検察審査会批判及び検察審査会への説明要求
2010年4月に不起訴処分となった小沢一郎に対し東京第5検察審査会が審査員11人の全会一致で「起訴相当」を議決をし、仮に検察が不起訴としても再度検察審査会が「起訴相当」議決をした場合は、強制起訴制度によって小沢一郎が強制的に起訴されることが報道される中、民主党議員によって検察審査会の強制起訴制度を批判的見地から考える司法のあり方を検証・提言する議員連盟が結成された。
一方で検察審査会の強制起訴制度は、民意を司法に反映させる目的で誕生し、しかも民主党は検察審査会法改正に賛成した経緯がある民主党に不利な議決が出た翌日に、制度を変えようという動きを起こしたことには、審査会への圧力になる恐れもあり、党内、閣僚、識者等から「見識を疑う」「場当たり的」などの批判が出ている。また小沢への起訴相当議決をした検察審査会を批判した辻恵議員連盟事務局長はかつて日歯連闇献金事件で不起訴となった自民党幹部に対して強制起訴制度になる前に検察審査会による不起訴不当議決を重視して自民党政権を追求した過去があったため、「制度の是非を論じること自体に問題はないが、自らの政党に不利な議決が出た時だけ批判するのは政治的なご都合主義である」という批判が出た。
同年5月、議員連盟事務局長と民主党副幹事長を務める辻衆議院議員が小沢幹事長を不起訴とした東京地検の判断の是非を審査している検察審査会事務局に対し、「審査補助員の選任方法や標準的な審査期間について聞きたい」という名目で、辻本人と秘書が電話を入れ、衆院議員会館の事務所に来るよう呼びつけたことが発覚。審査会側は要請に応じなかったが、政権与党の幹部が、政治的な中立が要求される検察審査会側に接触を図るのは極めて異例である。辻は「たまたま議決のタイミングと重なっただけで審査会への圧力ではないし、議論を深めることが悪いとは思わない」と事実を認め、さらに「事務局に電話することで、審理に影響があるはずがない。（電話を入れたことが）漏れることが問題だ」と述べた。
読売新聞は6月1日の社説で辻議員の問い合わせ問題を取り上げ、民主党の問題として批判した。産経新聞も6月1日の社説「主張」で、「『圧力とは違う』という言い訳は通らない。審査会の独立性、中立性を侵害する行為であり、断じて認められない」と非難した。

### 政治資金規正法違反
起訴状
小沢支持者や検察に批判的な識者などは、この事件での政治資金規正法の訴追の中身について告発者、検察、検察審査会を批判している。
まず、小沢秘書3人が起訴された政治資金規正法違反による虚偽記載罪は金額こそ過去最大ではあるものの、起訴状では直接的表現として利益団体からの資金提供は指摘されておらず、過去に起訴された政治資金規正法違反のような外部団体からの賄賂性を帯びた闇献金として明白に起訴していないという点である。あえて言えば、小沢からの4億円借入金の虚偽記載が外部資金提供に該当し、水谷建設からの闇献金が外部に判明する端緒を与えないために虚偽記載をしたという指摘だが、闇献金に関する虚偽記載は起訴状に直接かかれていないため物議をかもしている。
一方で「（関連団体からの寄付の虚偽記載は）上着の左ポケットから右ポケットに移し替えた程度の意識」などの石川秘書らの言い分は「国民の不断の監視と批判の下に置くことによって民主政治の健全な発達をめざす」という政治資金規正法の目的に対し、石川秘書らの政治資金や収支報告書の扱いが国民の感覚・期待とのあまりに大きな隔たりがあるとする意見もある。
土地購入における複雑な政治資金の流れ
2004年10月中旬に陸山会は小沢から土地購入資金として4億円を借り入れ、10月下旬に土地購入費として支払った。その後、複数の小沢系政治団体から陸山会に4億円を集め、その4億円の定期預金を担保に銀行は小沢に融資し、小沢は陸山会に転貸した。そして、政治収支報告書では、2004年10月下旬の銀行融資による小沢の借入金4億円が記載する一方で2004年10月中旬の小沢からの借入金が不記載とし、土地購入費支出の記載を実際に現金を支出した2004年10月ではなく土地本登記をした2005年1月として記載された。
このことによって2004年10月中旬の小沢からの借入金4億円が表に出なくなり、2004年10月下旬の銀行からの借入金4億円が外見的には土地購入費の原資に偽装されたと検察は主張している。
2011年2月9日に行われた秘書の公判で、銀行の支店長は「手元に購入資金があるのに、定期預金を組み、同額の融資を受ける国会議員などの顧客は他にいない。（陸山会が手元に4億円あるのに定期預金を組んで同額の融資を受けた理由は）、陸山会が不動産購入資金を持っていることを詮索されないためと思う」と証言した。
「土地購入費について実際現金を支払った年月日ではなく土地本登記をした年月日にしたために、記載年度が異なっている」という土地取得計上時期の部分について、小沢本人の裁判で検察被告双方の証人として出廷した弥永真生筑波大教授が「実務上は(2005年1月の)登記に合わせるのが原則だ」と述べ、虚偽記入にはあたらないとした。これについて小沢の一審判決では「（弥永教授の証言は）法的形式である所有権の移転時期を中核として収支報告書への計上を判断すべきであることが前提」とし、「石川が、本件土地公表の先送りを意図して、本件売買の決済全体を遅らせるための売り主との交渉がかなわず、本件土地の引渡し及び残代金の支払は2004年10月29日に行い、所有権移転登記手続の時期のみを2005年1月7日に遅らせることとした本件のような事案においては、所有権移転本登記の時点を基準として、2005年分の収支報告書に計上することが許される場合には当たらないと解される」として土地購入費は2005年ではなく2004年に計上すべきとし、土地取得費支出計上時期についても「本件土地の所有権取得は2004年中であるため、取得費は2004年分の収支報告書に計上すべきものと認められる」として、土地取得計上時期と土地取得費支出計上時期の2つについて虚偽記載と認定している。

裏金問題
秘書の裁判では一番の肝になった闇献金について「小沢事務所は談合を前提とする公共工事の本命業者の選定に強い影響力があり、影響力を背景に公共工事の受注を希望する企業に多額の献金を行わせていた」とされた。
しかし、傍聴記録では、本裁判中で検察側が主張した、秘書が大久保に報告や確認を求めたFAX通信については、検察側自身が「送信記録を調べたかどうかわからない」と言い出す(第8回)ことや、ホテルや新幹線交通費の領収書が証拠提出された10月15日の水谷建設元社長の金銭授受の場所については、同行したとされる運転手が同行していない(第13回前半)ことや、闇献金を指示した元会長が方法・手順の詳細について「元社長が社のルールに従っていない」(第13回後半)ことなどの元社長と異なる証言をしている等、またその他の報道でも、水谷建設との2回目の金銭授受に立ち会ったとされた日本発破技研社長が「検事からヒントをもらって記憶がよみがえった」、「川村元社長に(金銭授受の場面に)呼ばれた理由は今も分からない」旨の不自然な公判証言をする等、解明されていない点が多々あること、検察側の用意した水谷建設元役員2名(尾納元専務、中村元常務)の公判中の証言も弁護側質問であっさり不安定になる、その他、検察の用意した証拠、証言の多くに公判中で立証不充分と思われる部分が見られるが、水谷建設幹部の交通領収書や2回目(4月中旬)の金銭授受現場に立ち会ったとされる前述の日本発破技研社長が東京地検特捜部に任意で提出した4/19付の領収書などの物証と証言、東京地裁により水谷建設の闇献金が認定された(本認定については、判決要旨に関わる記事を投稿した山口一臣が「根拠に乏しく、多くの推測が含まれる」旨の意見を主張している)。
秘書3人の控訴審においては、水谷側から得られたものとして、15日には水谷側の人間が現場に行っていないこと、「授受は15日にしろ」と検事側から指示されたことなど、15日の授受の存在を否定する種々の証拠や陳述書が提出されたが、東京高裁の飯田喜信裁判長により却下された。
ちなみに、判決要旨内の「小沢事務所は談合を前提とする公共工事の本命業者の選定に強い影響力があり、影響力を背景に公共工事の受注を希望する企業に多額の献金を行わせていた」についても、水谷建設が幹事会社になれなかったことと矛盾しているという指摘もある。
なお、小沢一郎の裁判では「検察審査会の議決書には裏金に関する言及がない」ことを理由に裏金を立証しない方針をとったため争点となっていない。
土地購入の原資
小沢一郎は土地購入の原資について、以下のように説明してきた。
- 2007年2月 -「政治献金の有効活用」
- 2009年10月 - 「4億円の定期預金を担保とした同額の借入金（後に、この借入金は土地購入費支払い後だったために辻褄が合わなくなった）」
- 2010年1月16日 - 「私どもが積み立ててきた個人の資金」

そして2010年1月23日には
1. 旧大和銀行衆院支店の本人口座から1989年11月21日に下ろした2億円
2. 旧安田信託銀行神田支店の妻名義の口座から1997年12月15日に引き出した3億円
3. 旧安田信託銀行神田支店の妻名義の口座から2002年4月4日に引き出した6000万円

の上記3つが事務所の金庫に現金として保管されていたものが2004年10月時点で4億数千万円入っており、この事務所の金庫から4億円を陸山会に貸し付けたとして説明された。
一方で秘書の裁判では旧安田信託銀行神田支店嘱託行員が、小沢の妻が1997年4月に引き出した6000万円の使途は自宅敷地内に2つ目の家を建築する際の資金にすることを小沢の妻から聞いた旨の証言がなされている。ジャーナリストの松田賢弥はこの銀行員の証言及び2002年に完成した2つ目の家の建築に絡んで土地に3億5000万円の抵当権は2007年3月まで存在したことを理由に、旧安田信託銀行神田支店の小沢の妻名義の口座は土地購入の原資ではないとして、4億円の原資は小沢一郎の説明は果たされていないと主張している。

### 検察審査会問題
告発内容を超えた起訴議決
2004年と2005年に関する告発内容は2004年の土地購入の不記載及び2005年の土地購入の架空記載であったが、東京第五検察審査会は1回目の議決では土地購入経緯のみ犯罪事実として認定し、2回目の議決で土地購入の経緯と借入金4億円の不記載を犯罪事実として認定した。
指定弁護士は借入金4億円の不記載を起訴内容に含めて起訴したが、小沢の弁護側は「借入金4億円の不記載は告発事実を超えた議決は違法」と主張している。
小沢は強制起訴手続きの差し止めの行政訴訟をし、検察官役となる指定弁護士を東京地裁が選任しないように仮差し止めや執行停止を申し立てた。しかし、検察官役となる指定弁護士を東京地裁が選任しないように仮差し止めや執行停止の申し立てについて、11月25日に最高裁は東京地裁の却下を支持し、「起訴議決の適否は刑事訴訟の手続きで判断されるべきもので、行政訴訟で争えない」との判断を示した。これを受けて、小沢は行政訴訟を取り下げた。
なお、過去に国会の証人喚問における議院証言法違反では検察が国会の告発にない被疑事実まで訴追されたロッキード事件の全日空社長は訴追について違法と主張したが、1992年9月18日に最高裁は合法とした判例がある。
東京地方裁判所は2012年4月26日の小沢への判決で2つの事件の同一性を認めて有効とした。
検察審査員
小沢を起訴すべき旨の議決(起訴議決)をした第五検察審査会について発表された検察審査員の平均年齢に計算ミスがあり、訂正された。
小沢一郎への刑事訴追に批判的な立場からは、小沢を起訴議決した東京第五検察審査会のメンバーについては1回目の審査員と2回目の審査員は同一メンバーが不正に再任された、もしくは検察審査会自体が開かれていなかったと主張されている。
なお会計検査院によると、強制起訴を議決した検察審査員11人について会議録の氏名を選定時の書類と照合するなどして実在を確認し、2度訂正された平均年齢については選定時の書類の生年月日による平均年齢と一致することを確認している。
審査補助員
審査補助員は検察審査会で審査を行うに当たって法律に関する専門的な知見を補うが、自主的な判断を妨げるような言動をしてはならないと規定されている。
- 小沢一郎を起訴相当議決をした東京第五検察審査会で審査補助員を務めた吉田繁実弁護士が暴力団取締りに際して共謀や共犯が広く認められた判例を取り上げた状況が紹介されている[73][74]。
- 田代政弘らを不起訴相当とした東京第一検察審査会では、審査補助員に元検察高官であった澤新（さわ・あらた）弁護士が就任していたことが判明し、批判の対象となった[75]。東京弁護士会は7月8日にこの補助弁護士の選任手続きが東京弁護士会会長と副会長のみの判断で行われたことを回答した[76]。

訴追対象者の弁明
検察審査会制度では「判断する人に、被疑者に弁明の機会もなく、直接言い分を聞いてもらえない状態で起訴相当になってしまう」という批判がある。
一方で2回目の審査をした検察審査会に対し、申し立て対象であった小沢が弁護士を通じて、事件への関与を否定する上申書を提出し、上申書は検察審査会長に扱いが一任されている。
訴追対象者の言い分を聞こうとする配慮や努力が規定されていないことは検察審査会制度の問題点ではあるが、今回の小沢一郎の審理に関しては、上申書が提出されているため「検察審査会が訴追対象者の言い分を全く聞かずに起訴議決をした」というのは正確ではない。